# Ислас, Луис
Луи́с Альбе́рто И́слас Ранье́ри (исп. Luis Alberto Islas Ranieri; род. 22 декабря 1965[…], Буэнос-Айрес) — аргентинский футболист, игравший на позиции вратаря, чемпион мира 1986 года. Наибольшую известность получил по выступлениям за клубы «Индепендьенте» и «Эстудиантес», хотя в его карьере было 12 команд из Аргентины, Испании и Мексики.

## Карьера
Ислас начал карьеру вратаря в «Чакарите Хуниорс» в начале 1980-х. Позже он стал вратарём молодёжной сборной Аргентины, которая заняла второе место на чемпионате мира среди молодёжных команд 1983 года. Он получил прозвище «Эль-Локо» («сумасшедший») из-за своего таланта и характера.
В конце 1982 года Ислас перешёл в «Эстудиантес», который только что продал вратаря Хуана Карлоса Дельменико. Луис боролся с Карлосом Бертеро за место в основе. Вместе с «Эстудиантесом» он выиграл чемпионат Насьональ 1983 года.
Ислас был запасным вратарем во время чемпионата мира 1986 года, который выиграла Аргентина. Будучи раздосадованным тем фактом, что является лишь дублёром Нери Пумпидо, Ислас оставил расположение сборной как раз перед чемпионатом мира 1990 года. По стечению обстоятельств Пумпидо травмировался уже во втором матче того чемпионата и, таким образом, третий вратарь Серхио Гойкочеа стал основным. В результате Гойкочеа был признан лучшим вратарём турнира.
После чемпионата 1990 года Ислас возвратился в национальную сборную под руководством Альфио Басиле. Поскольку Гойкочеа плохо выступил в квалификации к чемпионату мира 1994 года, Ислас стал основным вратарем «альбиселесте».
В целом первая половина 1990-х годов сложилась удачно для Исласа — он стал лидером своего «Индепендьенте», вместе с которым выиграл чемпионат Аргентины, Суперкубок Либертадорес и Рекопу. В составе сборной Ислас выиграл Кубок Америки 1993 года, последний для Аргентины по сей день.
Однако его выступление на ЧМ-1994 нельзя было назвать удовлетворительным, так как он пропустил 6 голов в четырёх матчах, включая три гола от Румынии, в результате чего сборная Аргентины вылетела в 1/8 финала. Хотя, безусловно, на неудачном выступлении команды сказался в первую очередь допинговый скандал с участием Диего Марадоны, в результате чего тот был дисквалифицирован.
Во второй половине 1990-х годов карьера Луиса стала идти к завершению — он часто менял клубы, причём эти команды уже не решали столь серьёзных задач, как это было в «Эстудиантесе» и «Индепендьенте». В итоге, проведя последние 8 матчей за «Индепендьенте» в 2003 году, Ислас закончил карьеру. Всего за «красных дьяволов» он провёл 241 матч.
В 2006 году Ислас начал тренерскую деятельность. Первым его клубом в этом статусе стал «Альмагро» из Буэнос-Айреса (с ноября 2006 по май 2007). После этого он поехал в Боливию, где тренировал «Аурору». В сентябре 2007 года он ушёл в отставку после инцидента с футболистом Эмилиано Капелья.

## Достижения
- Чемпион Аргентины (2): 1983 (Насьональ), 1994 (Клаусура)
- Суперкубок Либертадорес (1): 1994
- Рекопа Южной Америки (1): 1995
- Чемпион мира (1): 1986
- Победитель Кубка Америки (1): 1993
- Обладатель Кубка конфедераций (1): 1992
- Футболист года в Аргентине (1): 1992